# Estado asociado
Un Estado asociado es el socio menor en una relación formal y libre entre un territorio político con un grado de estatidad y una nación (generalmente más grande), para la cual no se adopta ningún otro término específico, tal como protectorado. Los detalles de tal «libre asociación» se contienen en un Tratado de Libre Asociación o del Acto Asociado de Estatidad y son específicos a los países implicados. Todos los estados asociados libres son independientes (con el estatus sujeto al derecho internacional) o tienen el derecho del potencial a la independencia. 
Generalmente mantienen la misma moneda e idioma (cooficial con el idioma del estado asociado que sea) que su país principal al cual están asociados.

## Estados asociados de los Estados Unidos
La Mancomunidad de Filipinas fue el primer Estado asociado de los Estados Unidos. Entre 1935-1946, los asuntos exteriores y la defensa militar de las Filipinas fueron manejados por los Estados Unidos, aunque estas eran por otra parte separadas e independientes en asuntos internos.
Los Estados Federados de Micronesia (desde 1986), las Islas Marshall (desde 1986) y Palau (desde 1994) se asocian con los Estados Unidos en virtud de lo que se conoce como el Pacto de Libre Asociación, dando a los Estados la soberanía internacional y el máximo control sobre su territorio. Sin embargo, los gobiernos de estas áreas han acordado que los Estados Unidos proporcionen la defensa; las subvenciones federales conceden el acceso a los servicios sociales de los EE. UU. para los ciudadanos de estas áreas. Los EE. UU. se benefician del acceso a las bases militares de las islas.
Puerto Rico (desde 1952) y las Islas Marianas del Norte (desde 1986) son Estados no independientes, asociados a los EE. UU. El nombre de uso común en español de la Mancomunidad de Puerto Rico, «Estado Libre Asociado de Puerto Rico», que suena similar a la «libre asociación», es a veces interpretado erróneamente, pues significa que la relación de Puerto Rico con los Estados Unidos se basa en un Pacto de Libre Asociación» y en otras ocasiones se consideró erróneamente en el sentido de que la relación de Puerto Rico con los Estados Unidos se basaba en un pacto interestatal o colonial. Esta es una constante fuente de ambigüedad y confusión al tratar de definir, entender y explicar la relación política de Puerto Rico con los Estados Unidos. 
Por diversas razones, el estatus político de Puerto Rico difiere del de las Islas del Pacífico, que entraron en un Pacto de Libre Asociación con los Estados Unidos. Como Estados soberanos, estas islas tienen todo el derecho de llevar a cabo sus propias relaciones exteriores, mientras que el Estado Libre Asociado de Puerto Rico se encuentra territorialmente sujeto a la autoridad del Congreso de los Estados Unidos bajo la Cláusula de la Constitución del Territorio, "para disponer y hacer todas las Reglas y Regulaciones necesarias respetando el Territorio ... perteneciente a los Estados Unidos". En el último plebiscito en 2012, Puerto Rico votó con un 54 % en no seguir siendo un Estado Libre Asociado de manera junta a las opciones de la estatalidad y la independencia.

## Estados asociados de Nueva Zelanda
Las Islas Cook (desde 1965) y Niue (desde 1974) están "en libre asociación" con Nueva Zelanda. Los residentes de estas islas son ciudadanos de Nueva Zelanda. En contraste con la situación de la Samoa Americana, estos territorios son tratados por las Naciones Unidas como Estados "autónomos". Por ejemplo, las Islas Cook tienen el derecho de declarar su independencia y forman parte de varios convenios internacionales (como la Unesco y la OMS) y organizaciones regionales, y mantienen misiones diplomáticas con otros países. 
A comienzos de febrero de 2006, Tokelau votó un referéndum para determinar si se convertiría en el tercer "Estado en libre asociación" con Nueva Zelanda. Si bien la mayoría votó a favor de la libre asociación, no se alcanzaron los dos tercios necesarios para la aprobación. Se repitió el referéndum en octubre de 2007 bajo la supervisión de las Naciones Unidas, cosechando similares resultados, faltando tan solo 16 votos para la aprobación.

## Otros ejemplos
En una forma flexible de asociación, algunos de los asuntos exteriores de estas tres naciones europeas son manejados por los siguientes países indicados, aunque son de otra manera constitucionalmente separados e independientes en el resto de las materias: 
- Andorra - Francia y España (desde 1278)
- Liechtenstein - de la Confederación Suiza (desde 1923)
- Mónaco - Francia (desde 1814)

Las tres Dependencias de la Corona están en una forma de asociación con el Reino Unido. Son jurisdicciones administrativas independientes, si bien el Gobierno británico es únicamente responsable de la defensa y la representación internacional. No tienen reconocimiento diplomático como Estados independientes, pero no son parte del Reino Unido, ni forman parte de la Unión Europea. Ninguna de las dependencias de la Corona tiene representante en el parlamento del Reino Unido. Estas son las dependencias de la Corona asociadas a Inglaterra y más tarde al Reino Unido:
- Bailiazgo de Guernsey - desde 1066
- Bailiazgo de Jersey - desde 1066
- Isla de Man - desde el siglo XIV

Los más antiguos territorios de ultramar, tales como las Bermudas y Gibraltar, tienen una relación similar al Reino Unido como las dependencias de la Corona. Si bien Reino Unido es oficialmente responsable de la defensa y la representación internacional, estas jurisdicciones mantienen sus militares propios y se les han concedido poderes diplomáticos limitados, además de tener la autonomía interna.
Las relaciones exteriores de Bután, una monarquía budista del Himalaya, son parcialmente manejadas por la vecina república India (desde 1949), que continuó en cierto sentido el papel del antiguo colonizador británico como protector, en una forma flexible de asociación, aunque Bután es de otra manera constitucionalmente separado e independiente en todas las demás cuestiones. Antes de su fusión con la India (1947-1975), una relación similar existía con Sikkim, que es ahora un Estado constitutivo de la India.
Este tipo de relación también se puede encontrar en el Reino de los Países Bajos, donde la parte continental está organizada como un Estado unitario, pero el estatus de sus territorios externos —Aruba (desde 1986) y las Antillas Neerlandesas (desde 1954)— puede ser considerado como el de Estados asociados no independientes. Después de la disolución de las Antillas Neerlandesas en 2010, Curazao y Sint Maarten se convirtieron en Estados asociados (Status Aparte) como Aruba. Aunque esta relación es similar, el Reino de los Países Bajos es en realidad una federación.
Según una ley de la República de Tartaristán (1990-2000) y el Tratado de Delegación de Plenipotenciarios mutuos entre ésta y la Federación Rusa (1994), desde 1994 hasta 2000 Tartaristán era considerado un Estado soberano en virtud del derecho internacional, pero asociado con Rusia.
Según las declaraciones de los funcionarios de Abjasia y Transnistria (autoproclamadas repúblicas no reconocidas se separaron de las antiguas repúblicas soviéticas de Georgia y Moldavia, mientras que éstas se independizaban de la URSS). La intención tras el reconocimiento de su independencia era convertirse en estados asociados de la Federación Rusa. En Transnistria se celebró un referéndum en septiembre de 2006, en el que la secesión de la República de Moldavia y la "futura libre asociación" con Rusia fue aprobada por un margen del 97 %, aunque los resultados del referéndum no fueron reconocidos internacionalmente.

## Antiguos estados asociados
Una asociación formal existía bajo la Ley de Estado Asociado de 1967 entre el Reino Unido y los seis Estados Asociados de las Indias Occidentales. Estos eran antiguas colonias británicas en el Caribe: Antigua (1967-1981), Dominica (1967-1978), Granada (1967-1974), San Cristóbal-Nevis-Anguila (1967-1983), Santa Lucía (1967-1979), y San Vicente (1969-1979). Bajo este acuerdo, cada Estado tenía el control total de su constitución. Las Naciones Unidas nunca determinaron si estos estados asociados habían alcanzado la plenitud del gobierno propio, en el sentido de la Carta de las Naciones Unidas y las resoluciones de la Asamblea General. Pocos años después de que el estatuto de Estado asociado se había creado, los seis antiguos estados asociados solicitaron y obtuvieron la plena independencia, con excepción de Anguila que formaba parte del antiguo San Cristóbal-Nevis-Anguilla, que se separó antes de la independencia y sigue siendo un territorio dependiente del Reino Unido.

## Mancomunidad Británica de Naciones
La Mancomunidad de Naciones (del inglés: Commonwealth of Nations), antiguamente Mancomunidad Británica de Naciones (British Commonwealth of Nations), es una organización compuesta por 53 países soberanos independientes y semiindependientes que, con la excepción de Mozambique y Ruanda, comparten lazos históricos con el Reino Unido. Su principal objetivo es la cooperación internacional en el ámbito político y económico, y desde 1950 la pertenencia a ella no implica sumisión alguna a la Corona británica. Con el ingreso de Mozambique, la organización ha favorecido el término Mancomunidad de Naciones para subrayar su carácter internacionalista. Sin embargo, el adjetivo británico se sigue utilizando con frecuencia para diferenciarla de otras mancomunidades existentes a nivel internacional.
El rey Carlos III del Reino Unido es la cabeza de la organización, según los principios de la Mancomunidad, «símbolo de la libre asociación de sus miembros».
Todos los países pertenecientes a Mancomunidad de Naciones tiene como lengua oficial o cooficial a nivel nacional el Idioma inglés no así la moneda que cada país tiene su propia moneda. 
De ellos solo tienen como jefe del estado a la Corona británica:
América
- Antigua y Barbuda
- Bahamas
- Belice
- Canadá
- Granada
- Jamaica
- San Cristóbal y Nieves
- Santa Lucía
- San Vicente y las Granadinas

Europa
- Reino Unido

Oceanía
- Australia
- Nueva Zelanda
- Islas Salomón
- Papúa Nueva Guinea
- Tuvalu